# Liste der Kulturdenkmäler in Oberehe-Stroheich
In der Liste der Kulturdenkmäler in Oberehe-Stroheich sind alle Kulturdenkmäler der rheinland-pfälzischen Ortsgemeinde Oberehe-Stroheich aufgeführt. Grundlage ist die Denkmalliste des Landes Rheinland-Pfalz (Stand: 17. Juli 2023).

## Einzeldenkmäler
| Bezeichnung                         | Lage                                                       | Baujahr                     | Beschreibung | Bild                                    |
| ----------------------------------- | ---------------------------------------------------------- | --------------------------- | --- | --------------------------------------- |
| Friedhofskreuz                      | Oberehe, Döhmstraße, auf dem Friedhof Lage                 | 1872                        | Kreuz, neugotisch, Rotsandstein, bezeichnet 1872                                                                            | BW                                      |
| Heiligenhäuschen                    | Oberehe, Döhmstraße, Ecke Dreisfeldstraße Lage             |                             | Mauerblock, gotischer Blendgiebel                                                                                           | BW                                      |
| Schloss Oberehe                     | Oberehe, Hauptstraße 19 Lage                               | 1696–98                     | befestigter Gutshof; dreigeschossiges Herrenhaus, Fachwerkgalerie, Torhaus, 1696–98                                         | weitere Bilder Fotos hochladen          |
| Wohnhaus                            | Oberehe, Hauptstraße 21 Lage                               | 1872                        | Fachwerkhaus, teilweise massiv, bezeichnet 1872, Zeitstellung des Fachwerks unklar                                          | BW                                      |
| Katholische Pfarrkirche St. Jakob   | Oberehe, Hauptstraße 31 Lage                               | 1900/01                     | neugotischer Bruchsteinsaal, 1900/01; Gesamtanlage mit Pfarrhaus (Hauptstraße 33)                                           | weitere Bilder Fotos hochladen          |
| Katholisches Pfarrhaus              | Oberehe, Hauptstraße 33 Lage                               | 1906                        | neugotischer Bruchsteinbau, Krüppelwalmdach, 1906; Gesamtanlage mit der katholischen Pfarrkirche St. Jakob (Hauptstraße 31) | weitere Bilder Fotos hochladen          |
| Quereinhaus                         | Oberehe, Hauptstraße 37 Lage                               | 1863                        | Quereinhaus, bezeichnet 1863                                                                                                | BW                                      |
| Wohnhaus                            | Oberehe, Schulstraße 6 Lage                                | 1854                        | eineinhalbgeschossiges Wohnhaus, teilweise Fachwerk, bezeichnet 1854, angeblich im Kern älter                               | BW                                      |
| Katholische Filialkirche St. Agatha | Stroheich, Gartenstraße Lage                               | Anfang des 16. Jahrhunderts | Saalbau, Anfang des 16. Jahrhunderts; Schaftkreuz, bezeichnet 1759                                                          | weitere Bilder Fotos hochladen          |
| Hofanlage                           | Stroheich, Gartenstraße 11 Lage                            | 1808                        | Streckhof; Wohnhaus, bezeichnet 1808 (?); Bruchstein-Wirtschaftsgebäude                                                     | Fotos hochladen                         |
| Quereinhaus                         | Stroheich, Lindenplatz 1 Lage                              | 1886                        | Quereinhaus, bezeichnet 1886                                                                                                | BW                                      |
| Quereinhaus                         | Stroheich, Wolfskaul 2 Lage                                | 1876                        | Quereinhaus, bezeichnet 1876                                                                                                | BW                                      |
| Wegekreuz                           | Stroheich, östlich des Ortes am Weg zur Oberehermühle Lage | 1688                        | Balkenkreuz, Basalt, bezeichnet 1688                                                                                        | Fotos hochladen                         |
| Wegekreuz                           | Stroheich, südöstlich des Ortes im Feld                    | 168[2]                      | Balkenkreuz, Basalt, bezeichnet 168[2] (?)                                                                                  | Direkt Bild zu diesem Denkmal hochladen |